# Anno XIV del calendario rivoluzionario francese
L' anno XIV del calendario rivoluzionario francese, corrisponde agli anni 1805 e 1806 del calendario gregoriano. Ma esso non è in effetti durato che poco più di tre mesi (100 giorni, esattamente), dal 1º vendemmiaio (23 settembre 1805) al 10 nevoso (31 dicembre 1805), prima di restituire il proprio posto al calendario gregoriano in Francia il 1º gennaio 1806 alle ore 00:00.

## Concordanze
| 1 vendemmiaio  | 23 settembre |
| 8 vendemmiaio  | 30 settembre |
| 9 vendemmiaio  | 1º ottobre   |
| 30 vendemmiaio | 22 ottobre   |
| 1 brumaio      | 23 ottobre   |
| 9 brumaio      | 31 ottobre   |
| 10 brumaio     | 1º novembre  |
| 30 brumaio     | 21 novembre  |
| 1 frimaio      | 22 novembre  |
| 9 frimaio      | 30 novembre  |
| 10 frimaio     | 1º dicembre  |
| 30 frimaio     | 21 dicembre  |
| 1 nevoso       | 22 dicembre  |
| 10 nevoso      | 31 dicembre  |

## Avvenimenti
- 28 vendemmiaio (20 ottobre 1805) : Vittoria di Napoleone a Ulm.
- 29 vendemmiaio (21 ottobre) : Sconfitta dell'ammiraglio Pierre de Villeneuve di fronte a Horatio Nelson a Trafalgar.
- 25 brumaio (16 novembre 1805) : Battaglia di Schöngrabern (Hollabrunn)
- 11 frimaio (2 dicembre) : Vittoria di Napoleone ad Austerlitz, contro la coalizione austro-russa.
- 5 nevoso (26 dicembre 1805) : Pace di Presburgo, fine della terza coalizione.
- 11 nevoso (1 gennaio 1806) : Abbandono del calendario rivoluzionario francese in Francia e ritorno al calendario gregoriano.